# Doleschalla cylindrica
Doleschalla cylindrica är en tvåvingeart som först beskrevs av Walker 1861.  Doleschalla cylindrica ingår i släktet Doleschalla och familjen parasitflugor. Inga underarter finns listade i Catalogue of Life.